# SBT News (telejornal)
SBT News (anteriormente, SBT News na TV) foi um telejornal noturno brasileiro produzido e exibido pelo SBT entre 16 de janeiro de 2023 e 14 de novembro de 2024, sendo relançado em 24 de novembro de 2024, ficando no ar até 25 de maio de 2025. Foi apresentado por Darlisson Dutra, Lívia Zanolini e Marcelo Casagrande.

## História

### Antecedentes
O SBT já exibiu anteriormente quatro telejornais nas madrugadas, sendo eles a primeira versão do SBT Notícias em 1995, quando este tinha uma segunda edição ás 1h, durando pouco tempo, o aluguel de todos os horários das primeiras horas do dia para o canal CBS Telenoticias, que ficaria no ar até a venda da emissora citada em meados de 2000, quando foi substituído pela segunda versão do SBT Notícias, sendo extinto em 2003 com a reestruturação da programação da emissora. Em 2016, a emissora passou a reprisar o Jornal do SBT nas madrugadas, substituindo as séries da Warner Bros. com o fim do contrato com a mesma. Devido aos bons índices, a emissora lançou a quarta versão do SBT Notícias, retornando ao formato original de 2000 e tendo mais êxito que a terceira versão, de 2013, chegando a assumir a liderança em várias ocasiões. Apesar dos bons índices, a emissora extinguiu o telejornal em 2019 por cortes de gastos.
Com a extinção, o canal passou a exibir reprises de entalados no lugar, além da reapresentação do SBT Brasil e o Primeiro Impacto.

### Primeira fase (2023–2024)
Em 2023, o SBT decidiu estrear um novo telejornal, com a intenção de divulgar o conteúdo do site do mesmo nome. O telejornal recebeu o nome de SBT News na TV. Inicialmente com a apresentação de Fernando Jordão, o telejornal estreou no dia 16 de Janeiro, exibido após o Operação Mesquita e substituindo também a faixa de reprises Quem Não Viu, Vai Ver.
Em junho de 2023, o jornal muda de pacote gráfico, e Marcelo Casagrande assume a apresentação do jornal, substituindo Fernando Jordão, que era bastante criticado pelo público.

### Cancelamento e retorno
Em novembro de 2023, o site TV Pop anunciou que, pela baixa audiência e falta de patrocinadores, foi cogitado o fim do SBT News na TV, juntamente com o Primeiro Impacto, que seria substituído por um podcast diário e um programa espiritual. No entanto, o SBT voltou atrás e foi anunciado que o SBT News na TV seria mantido na grade em 2024 da emissora, junto com o Primeiro Impacto.
Em 14 de novembro de 2024, um ano após o primeiro boato de extinção, o telejornal foi encerrado devido a política de cortes de gastos, causando a demissão de toda a sua equipe, exceto de Marcelo Casagrande e da editora-chefe, que foram remanejados para outros cargos no SBT. O espaço foi ocupado pela faixa de séries Sessão Madrugada. Dez dias depois, com queda de audiência da faixa de entalados, chegando a registrar 0,5 ponto de audiência, o jornal foi relançado, retornando à programação em 24 de novembro, agora renomeado para SBT News, ficando semelhante ao portal.

### Segunda fase (2024–2025)
Em 9 de dezembro de 2024, o telejornal ganha um novo cenário e uma segunda edição, intitulada SBT News Manhã, com a apresentação de Darlisson Dutra, enquanto que Marcelo Casagrande permanece nas madrugadas.
No dia 16 de março de 2025, o jornal sofreu mais uma modificação desde o seu retorno, recebendo um novo cenário, além de identidade visual e mudança de horário. Além disso, Lívia Zanolini é efetivada como a nova apresentadora do telejornal na edição da manhã, fazendo dupla com Darlisson Dutra, assim como Marcelo Casagrande continuou na edição da madrugada.

### Fusão com o SBT Notícias
Em 15 de maio de 2025 o SBT apresentou à imprensa a sua nova programação. De acordo com as mudanças, o SBT News seria substituído pelo SBT Agora, mantendo o formato do antecessor, já que o nome seria aproveitado na futura emissora em implantação na TV aberta, ocupando a frequência da Rede Mais Família. O novo telejornal estrearia no dia 9 de junho, mas, o SBT decidiu antecipar a estreia para o dia 26, assim como definiu que o SBT Agora se chamaria SBT Notícias, sendo esta a sexta versão do telejornal. Com isso, o SBT News teve a sua última edição transmitida no dia 25. Já o SBT News Manhã foi substituído pelo novo SBT Manhã.

## Audiência
Estreou em 2023 com 1,9 ponto, mantendo a vice-liderança isolada no horário. Apesar de manter a vice-liderança, o telejornal chega a ser superado em algumas ocasiões contra os cultos da Igreja Universal do Reino de Deus, exibidos na Record.
A maior audiência do jornal é de 2,6 pontos, alcançada no dia 3 de outubro de 2023, chegando a liderar na disputa por alguns minutos.
Bateu recorde negativo no dia 9 de dezembro de 2023, com 0,8 ponto.

## Exibição
O SBT News não era veiculado para todas as emissoras do SBT, que optam por transmitir programas locais no horário.